# Жёлтиково (Тверь)
Жёлтиково — бывшая деревня, ранее подмонастырская слобода, вошедшая в 1937 году в черту города Тверь. Располагалась в южной части города на территории Пролетарского района на правом берегу реки Тьмака. Дома (участки) бывшей деревни числятся по улицам Красного Октября и Халтурина. 

## История
С XVIII века известна Жёлтиковская Подмонастырская слобода, возникшая рядом с Успенским Жёлтиковым мужским монастырём (на другом берегу Тьмаки). В 1920-х годах числится уже деревней Жёлтиково. В 1937 году вместе с соседней деревней Мамулино включена в состав города Калинина.

### Административно-территориальная принадлежность
Входила в:
- Никулинская волость. Тверской уезд. Тверская волость (1927 г)
- До 1930 года — Желтиковский сельсовет. Тверской район.
- С 1930 года — Никулинский сельсовет.
- С 1931 года — Никулинский сельсовет, Калининский район.

## Инфраструктура
Домовладения.